# Helvetios
Helvetios es el quinto álbum de estudio de la banda suiza de folk Metal Eluveitie, lanzado el 10 de febrero de 2012 a través de Nuclear Blast. Es un álbum conceptual.

## Lista de canciones
Todas las canciones escritas y compuestas por Eluveitie. 
| Helvetios |                    |                   |                                 |          |  |
| N.º       | Título             | Letras            | Escritor(es)                    | Duración |  |
| 1.        | «Prologue»         | Glanzmann         | Glanzmann                       | 3:04     |  |
| 2.        | «Helvetios»        | Glanzmann         | Glanzmann, Henzi, Murphy        | 4:00     |  |
| 3.        | «Luxtos»           | Glanzmann         | Glanzmann, Henzi, Tadić         | 3:55     |  |
| 4.        | «Home»             | Glanzmann, Murphy | Glanzmann                       | 5:16     |  |
| 5.        | «Santonian Shores» | Glanzmann         | Glanzmann, Henzi, Murphy        | 3:58     |  |
| 6.        | «Scorched Earth»   | Glanzmann         | Glanzmann                       | 4:18     |  |
| 7.        | «Meet The Enemy»   | Glanzmann         | Glanzmann, Henzi                | 3:47     |  |
| 8.        | «Neverland»        | Glanzmann         | Glanzmann, Henzi, Murphy, Tadić | 3:42     |  |
| 9.        | «A Rose for Epona» | Glanzmann         | Glanzmann, Henzi, Murphy        | 4:27     |  |
| 10.       | «Havoc»            | Glanzmann         | Glanzmann, Henzi, Murphy        | 4:04     |  |
| 11.       | «The Uprising»     | Glanzmann         | Glanzmann, Henzi                | 3:41     |  |
| 12.       | «Hope»             | Glanzmann         | Glanzmann                       | 2:27     |  |
| 13.       | «The Siege»        | Glanzmann         | Glanzmann, Henzi, Murphy        | 2:44     |  |
| 14.       | «Alesia»           | Glanzmann         | Glanzmann, Henzi, Murphy        | 3:58     |  |
| 15.       | «Tullianum»        | Glanzmann         | Glanzmann                       | 0:24     |  |
| 16.       | «Uxellodunon»      | Glanzmann         | Henzi, Murphy, Tadić            | 3:51     |  |
| 17.       | «Epilogue»         | Glanzmann         | Glanzmann                       | 3:14     |  |

## Posición en las listas
El álbum alcanzó el Top Ten en las listas de Suiza y el Top Heatseekers en los Estados Unidos.
| Lista                               | Mejor posición |
| ----------------------------------- | -------------- |
| Alemania (Media Control Charts)     | 27             |
| Canadá (Canadian Albums Chart)      | 73             |
| Estados Unidos Billboard USA)       | 143            |
| Estados Unidos (Top Heatseekers)    | 3              |
| Finlandia (Suomen virallinen lista) | 47             |
| Francia (SNEP)                      | 81             |
| Suiza (Schweizer Hitparade)         | 4              |

## Personal
- Anna Murphy – zanfoña, voz
- Chrigel Glanzmann – voz, mandolina, tin whistle, low whistle, gaita, arpa
- Meri Tadic – violín
- Pade Kistler – gaita, tin whistle, low whistle
- Merlin Sutter – batería
- Kay Brem – bajo
- Sime Koch – guitarra
- Ivo Henzi – guitarra